# 唐軍的突厥人
唐朝軍隊中有大批突厥官兵。源自中國北方的唐代精英們對突厥文化非常熟悉，很多更具有部分突厥血統，這也是促使唐軍接受突厥人的一個因素。唐太宗獲“天可汗”的稱號，推動形成了一個世界性的帝國。太宗經常招募和推薦突厥族的官兵，他們的草原生活經驗為唐帝國在中國西部和北部的擴張做出了貢獻。
突厥將軍阿史那社爾參加了唐在新疆的高昌、焉耆和龜茲的戰爭，有一半突厥血統的將軍安祿山發動叛亂，導致唐朝衰落。
鄂爾渾碑文阙特勤碑批評在唐軍服役的突厥人，並譴責他們幫助中國皇帝擴張他的帝國。駐紮在中亞的突厥士兵定居在該地區，在主要是印歐的地區傳播突厥語。

## 背景
唐代比漢代更為國際化和多樣化， 中國北方的唐代精英對突厥文化有著濃厚的興趣，與草原上的人們相互交融。唐代擊敗了東突厥後，政府批准他們聚居在邊界一帶 ，以前的阿史那氏可汗家族成員被徵召為唐軍將領，他們在草原戰爭中的經驗也促成了唐朝軍隊向西部擴張的成功。

## 多元文化主義
唐太宗非常熟悉草原游牧民族的文化，其作為親王時已在突厥宗教活動中犧牲了一匹在慶祝勝利和登基的時候用的馬，亦常與突厥盟友稱兄道弟並通過宣誓加強關係。他後來作為皇帝通過外交和分裂反對中亞軍隊的成功，是他早期的突厥文化經驗的結果。同時其本人更是一名熟習馬術的彪悍騎兵，在還是王子時就已開始採用草原民族戰術，以典型草原游牧式的輕裝弓騎兵戰勝了隋朝的重甲騎兵。
唐太宗樂意採用「天可汗」此一稱號，以證明其同時亦為草原游牧民族的「可汗」，而非僅為漢族人的「皇帝」。他的統治時期最後幾年在靈州召見了鐵勒諸部，以重新確定他的可汗頭銜。
雖然主要是象徵意義，但是天可汗的頭銜顯示了其治下的唐帝國，對於多元種族文化及民族平等的開放態度。太宗本人亦以此等政策為自豪。他的太子李承乾熱情地擁抱突厥風俗，惜最後因篡奪王位的計劃被揭露令他被廢為庶人。

## 突厥將軍與唐代戰役
突厥將領領導了許多唐代的軍事行動，把王朝的領土範圍擴展到中亞。總的來說，有十個突厥人能夠達到唐軍的最高軍事地位。如阿史那社爾，他是別失八里和高昌的前統治者，於635年被招募為唐將軍。他在640年唐滅高昌戰彼中出任指揮官，他被選為對焉耆進行軍事考察的將軍。在644年中國將軍郭孝恪第一次入侵焉耆之後，親唐朝的統治者被他的表弟所廢。叛亂被鎮壓後，篡位者被處決，唐政府又回到了綠洲。他繼續前往鄰近的龜茲王國，一個支持焉耆反唐戰爭的國家。
在唐太宗征討高句麗中，他照顧受傷的契苾何力和阿史那思摩。
阿史那社爾的弟弟阿史那忠也擔任唐朝將軍，參加了655年唐高宗進行的軍事行動。另外一個阿史那氏成員阿史那賀魯在短暫擔任甘肅唐軍指揮官之前，擔任過西突厥的可汗，後來叛唐被蘇定方和另外兩個突厥將軍阿史那彌射和阿史那步真平定。賀魯被唐軍擊敗俘虜，被西突厥統治的領土通過安西都護府被置於唐代治理之下。
高宗將步真和彌射任命為為西突厥十姓部落的代理統治者。兩表兄弟不相容各別一部，西半部分給了步真，而彌射則控制了東部的部落。685年，步真和彌射的兒子從他們居住的唐都長安遷來，接替西方的父親。兩突厥的統治者都沒有長久;一個被他的部落臣民突騎施推翻，另一個在690年後突厥入侵之後廢。
安祿山是突厥和粟特人混血兒出身的唐朝將軍，他的叛亂在755年到763年間，安史之亂摧毀了唐代。與大多數突厥軍官不同的是，安祿山是唐朝的一名官吏，密切參與朝廷的政治活動，而不是只擔任唐朝邊防的將軍。如果不是因為與回紇結盟，王朝可能會崩潰。叛亂減少了唐代早期對世界開放的特點(另一位為唐軍作戰的突厥人是哥舒翰)。

## 歷史重要性
在中亞駐軍的突厥士兵和將軍們激起了突厥遷移。唐代突厥人的語言和文化逐漸使印歐語系土著流離失所。隨著突厥語在塔里木盆地蔓延，粟特人和吐火羅人的母語消失了。
安史之亂後，唐代衰落，907年王朝最終滅亡。五代十國時期，唐王朝崩潰後的一個動亂時期，中國的許多王國都是由突厥血統的家族統治的。如沙陀人於923年建立的“後唐”，936年的“後晉”和947年的“後漢”。